# Trappola per una ragazza sola
Trappola per una ragazza sola o anche Ossessione d'amore (titolo originale I Can Make You Love Me conosciuto in Gran Bretagna anche come Stalking Laura) è un film per la televisione del 1993 diretto da Michael Switzer.

## Trama
Il film racconta una storia realmente accaduta. Racconta di una giovane ragazza neolaureata in ingegneria, Laura Black, che lascia la Virginia per un posto alla ESL (Electromagnetic System Labs) a Sunnyvale in California. Al posto di lavoro un collega, Richard Farley, si innamora di lei tanto che le sue avances iniziano a invadere la privacy di Laura. 
Pedinamenti, telefonate notturne e una serie continua di lettere d'amore sono il prodotto della sua follia. Laura si rivolge ai superiori della ESL, poi alla polizia che riesce ad allontanarlo dal posto di lavoro. Allora scatta la vendetta in Richard che fa un massacro alla ESL il 16 febbraio 1988, uccidendo a colpi di pistola 7 persone. Laura riesce comunque a sopravvivere alla strage.